# Югославія на Олімпійських іграх
Югославія уперше взяла участь в Олімпійських іграх у 1920 році в Антверпені. Раніше, кілька спортсменів з Хорватії,  Словенії та Воєводини брали участь в Олімпійських іграх у складі команд Австрії або Угорщини, коли ці країни були частиною Австро-Угорської Імперії. Також варто відзначити, що команда з двох спортсменів виступала за команду Сербського Королівства на Іграх 1912 року у Стокгольмі.
Югославія виступала на Олімпійських іграх під трьома різними юридичними назвами:
- Королівство Югославія (офіційна назва до 1929 року - Королівство Сербів, Хорватів і Словенців) з 1920 до 1936 .
- Соціалістична Федеративна Республіка Югославія (офіційна назва до 1963 року - Федеративна Народна Республіка Югославія) з 1948 до зимових ігор 1992 року.
- Союзна Республіка Югославія, сформована тільки Сербією та Чорногорією після розпаду Югославії, з 1996 до 2002 року.

Хорватія і Словенія почали виступати на Олімпійських іграх, як незалежні учасники, з 1992 року, а вже на Іграх у Пекіні всі 6 колишніх югославських республік виступали самостійно.
За час виступу на Олімпійських іграх югославські спортсмени завоювали 83 медалі: 26 золотих, 29 срібних і 28 бронзових. Практично всі медалі були завойовані на літніх Олімпіадах.

## Таблиця часу участі на Олімпійських іграх
| Date      | Країна          | Країна          | Країна                     | Країна                               | Країна                               | Країна                               |
| --------- | --------------- | --------------- | -------------------------- | ------------------------------------ | ------------------------------------ | ------------------------------------ |
| 1912      |                 |                 |                            |                                      | Сербія (SRB)                         |                                      |
| 1920–1988 | Югославія (YUG) | Югославія (YUG) | Югославія (YUG)            | Югославія (YUG)                      | Югославія (YUG)                      | Югославія (YUG)                      |
| 1992 З–   | Хорватія (CRO)  | Словенія (SLO)  |                            |                                      |                                      |                                      |
| 1992 Л–   | Хорватія (CRO)  | Словенія (SLO)  | Боснія і Герцеговина (BIH) | Незалежні олімпійські учасники (IOP) | Незалежні олімпійські учасники (IOP) | Незалежні олімпійські учасники (IOP) |
| 1996–2006 | Хорватія (CRO)  | Словенія (SLO)  | Боснія і Герцеговина (BIH) | Північна Македонія (MKD)             | Сербія і Чорногорія (SCG)            | Сербія і Чорногорія (SCG)            |
| 2008–     | Хорватія (CRO)  | Словенія (SLO)  | Боснія і Герцеговина (BIH) | Північна Македонія (MKD)             | Сербія (SRB)                         | Чорногорія (MNE)                     |

## Медалісти
Ці таблиці не включають медалі виграні Союзної Республікою Югославія.

### Медалі на літніх олімпійських іграх
| Ігри                    | Золото | Срібло | Бронза | Загалом |
| 1920 Антверпен          | 0      | 0      | 0      | 0       |
| 1924 Париж              | 2      | 0      | 0      | 2       |
| 1928 Амстердам          | 1      | 1      | 3      | 5       |
| 1932 Лос-Анджелес       | 0      | 0      | 0      | 0       |
| 1936 Берлін             | 0      | 1      | 0      | 1       |
| 1948 Лондон             | 0      | 2      | 0      | 2       |
| 1952 Гельсінкі          | 1      | 2      | 0      | 3       |
| 1956 Мельбурн/Стокгольм | 0      | 3      | 0      | 3       |
| 1960 Рим                | 1      | 1      | 0      | 2       |
| 1964 Токіо              | 2      | 1      | 2      | 5       |
| 1968 Мехіко             | 3      | 3      | 2      | 8       |
| 1972 Мюнхен             | 2      | 1      | 2      | 5       |
| 1976 Монреаль           | 2      | 3      | 3      | 8       |
| 1980 Москва             | 2      | 3      | 4      | 9       |
| 1984 Лос-Анджелес       | 7      | 4      | 7      | 18      |
| 1988 Сеул               | 3      | 4      | 5      | 12      |
| Всього                  | 26     | 29     | 28     | 83      |

### Медалі на зимових Олімпійських іграх
| Ігри                     | Золото          | Срібло          | Бронза          | Загалом         |
| 1924 Шамоні              | 0               | 0               | 0               | 0               |
| 1928 Санкт-Моріц         | 0               | 0               | 0               | 0               |
| 1932 Лейк-Плесид         | Не брала участі | Не брала участі | Не брала участі | Не брала участі |
| 1936 Гарміш-Партенкірхен | 0               | 0               | 0               | 0               |
| 1948 Санкт-Моріц         | 0               | 0               | 0               | 0               |
| 1952 Осло                | 0               | 0               | 0               | 0               |
| 1956 Кортіна д'Ампеццо   | 0               | 0               | 0               | 0               |
| 1960 Скво-Веллі          | Не брала участі | Не брала участі | Не брала участі | Не брала участі |
| 1964 Інсбрук             | 0               | 0               | 0               | 0               |
| 1968 Гренобль            | 0               | 0               | 0               | 0               |
| 1972 Саппоро             | 0               | 0               | 0               | 0               |
| 1976 Інсбрук             | 0               | 0               | 0               | 0               |
| 1980 Лейк-Плесід         | 0               | 0               | 0               | 0               |
| 1984 Сараєво             | 0               | 1               | 0               | 1               |
| 1988 Калгарі             | 0               | 2               | 1               | 3               |
| 1992 Альбервіль          | 0               | 0               | 0               | 0               |
| Всього                   | 0               | 3               | 1               | 4               |

### Медалі за видами спорта
| Вид спорта                      | Золото | Срібло | Бронза | Загалом |
| Гімнастика                      | 5      | 2      | 4      | 11      |
| Боротьба                        | 4      | 6      | 6      | 16      |
| Водне поло                      | 3      | 4      | 0      | 7       |
| Бокс                            | 3      | 2      | 6      | 11      |
| Гандбол                         | 3      | 1      | 1      | 5       |
| Веслування на байдарках і каное | 2      | 2      | 1      | 5       |
| Стрільба                        | 2      | 0      | 1      | 3       |
| Баскетбол                       | 1      | 4      | 2      | 7       |
| Футбол                          | 1      | 3      | 1      | 5       |
| Академічне веслування           | 1      | 1      | 3      | 5       |
| Плавання                        | 1      | 1      | 0      | 2       |
| Гірськолижний спорт             | 0      | 2      | 0      | 2       |
| Легка атлетика                  | 0      | 2      | 0      | 2       |
| Стрибки з трампліна             | 0      | 1      | 1      | 2       |
| Настільний теніс                | 0      | 1      | 1      | 2       |
| Дзюдо                           | 0      | 0      | 2      | 2       |
| Всього                          | 26     | 32     | 29     | 87      |